# パラメトリック・テクノロジー・コーポレーション
Parametric Technology Corporation（パラメトリック・テクノロジー・コーポレーション）は、CAD/CAM/CAEおよびPLM（製品ライフサイクル管理）関連のソフトウェアおよびサービスを提供する米国のソフトウェア会社である。通称PTCと呼ばれている。フランスのDassault Systèmes（ダッソー・システムズ）および米国のSiemens PLM Software（シーメンスPLMソフトウェア）と共に世界の3大PLMベンダとしてあげられている。主力製品は機械用3次元CADのPTC Creo ParametricとPLM製品のWindchillで、主に製造業（重工業、電子・ハイテク、航空宇宙・防衛、自動車、消費財、医療産業務）を中心に、世界50,000社以上の企業を顧客基盤として持つ。

## PTCの歴史
PTCの歴史はロシアの数学者であったSamuel Geisberg博士から始まる。ソビエト連邦のレニングラードで数学博士であったGeisberg博士は1974年に米国へ亡命し、1980年代前半までApplicon社やComputervision社でソフトウェアエンジニアとしてCAD/CAMの開発に従事していた。Geisbergは自身のアイデアを元に革新的な3次元CAD/CAMの開発を目的として1985年5月にPTCを設立した。その後数年間はベンチャーキャピタルからの400万ドルの資金援助を受け、Pro/ENGINEERの開発に没頭していた。そして1988年に世界初となるパラメトリック・フィーチャーベースの3次元CADであるPro/ENGINEERをリリースする。単一の設計変更がモデル全体に瞬時に連動して反映されるというこの技術は当時のCAD/CAM業界に画期的な技術革新をもたらした。最初のリリースが市場に投入されるやいなや、迅速に市場に受け入れられ、その年には300万ドルの売上を達成した。世界初の顧客は建設機械メーカのJohn Deereであると言われている。翌年の1989年には1、100万ドルの売上を突破し、150万ドル以上の利益を獲得した。PTCは1989年にNASDAQ市場で新規株式公開を果たし、増資により得られた資金をもとにPro/ENGINEERを様々なオペレーティングシステムに移植するための開発費用に充当した。そして1990年代初頭にかけて急速な成長を遂げ、1993年頃までにCAD/CAM市場全体の20％のシェアを獲得するに至った。
この時期にPTCを急速に成長させた別の要因として、強力な販売力があげられる。PTCの積極的な販売手法は業界に広く知られるようになった。その販売組織を率いていたのが、後にCEO（最高経営責任者）となるSteven C. Walske（スティーブ・ウォルスキー）である。WalskeはPTC設立初期にベンチャーキャピタルによってGeisbergに引き合わされ、送り込まれた人材であった。Geisbergは内向的な面があり、技術開発への専念を望んでいたため、この二人の組合せは相性の良いものであった。
Walskeが率いる営業組織は片腕のDick Harrison（ディック・ハリソン）と共に、顧客への積極的な売り込みを行っていった。Walskeが営業組織に徹底させた販売スタイルは自信と熱狂に満ちあふれたものであり、時には威圧的な姿勢に受け取られることもしばしばであった。それはIBM、Computervision、EDSなどの巨大で成熟した会社に競争で打ち勝つためには必要な戦略としてWalskeとHarrisonは考えていた。
1990年初頭にかけて、Geisbergは徐々にビジネスの表舞台から外れるようになり、徐々に他の幹部が実権を持つようになっていった。後にGeisbergは幹部職から退き、自身の財団であるGeisberg Foundationに時間を割くようになっていった。そして、WalskeがCEOに就任し、HarrisonはCOO兼Presidentに就任した。Walskeは2000年までCEO職を務め、Harrisonにその位置を引き継いだ。Harrisonは2010年10月に後述のジム・ヘップルマンにCEOの座を引き継いでいる。
PTCは1998年にComputervision（CV）社を買収し、当時CV社の子会社であったWindchill Technologiesを傘下に迎え入れた。当時、Windchill Technologiesは、ジム・ヘップルマン（Jim Heppleman、現在のCEO）によって設立されたPLM（Product Lifecycle Management）製品を開発していた会社である。

## 主要な製品群
PTC製品は次の5つの主要な製品群でPLM ソリューションを構成しており、これらを総称して「製品開発システム（Product Development System： PDS）」というコンセプトで呼んでいる。
- Creo（統合CAD/CAM/CAE環境）
  - ヒストリーベースのPTC Creo Parametric（旧Pro/ENGINEER）、ノンヒストリーベースの旧CoCreate社の3次元CAD（OneSpace Designer Modeling）、CoCreate社の2次元CAD（OneSpace Designer Drafting）、ProductView（ビューア）、Illustrate（旧: ITEDO社のテクニカルイラスト作図ツール）などの製品で構成される。
- Windchill、製品ライフサイクル全般の管理）
  - PDMとプロセス管理（CADデータ管理、ドキュメント管理、製品構成管理、変更管理、プロジェクト管理、要件管理など。）
  - 品質管理（信頼性分析、是正処置/予防処置（CAPA）など。旧NetRegulus社や旧Relex社の技術・製品がベース）
- Integrity（ソフトウェア要件管理／変更・構成管理／テスト管理／実装管理などアプリケーション・ライフサイクル管理、旧MKS社のALM製品がベース）
- Arbortext（XMLエディタ、パブリッシング、コンテンツ管理）
- Mathcad（技術計算、科学計算。旧Mathsoft社の製品がベース）

## PTCが買収した企業
- 1995年 エバンス・アンド・サザランド社のConceptual Design and Rendering System（CDRS）製品を買収
  - Rasna 買収（Pro/Mechanica）
- 1998年 Computervision買収（CADDS、Optegra、Medusa製品）、Windchill Technology買収、InPart買収
- 1999年 DIVISION買収（Graphic Server、ProductView製品）買収。Auxilium（Info*Engine製品）
- 2000年 Nitidus買収
- 2004年 Ohio Design Automation 買収（ECADビューア）
- 2005年 Aptavis Technology Corp. 買収、Arbortext 買収。Polyplan Technologies 買収
- 2006年 ITEDO 買収。Mathsoft 買収
- 2007年 CoCreate 買収、LBS、Ltd. 買収、NC Graphics 買収、NetRegulus 買収
- 2008年 Synapsis Technology 買収
- 2009年 Relex Software 買収
- 2010年 Planet Metrics 買収
- 2011年 MKS 買収（ALM（アプリケーションライフサイクル管理）製品）
- 2012年 4CS 買収
- 2012年 Servigistics 買収発表

## 日本法人
同社は1992年3月に日本法人（日本パラメトリックテクノロジー株式会社）を設立している。日本法人設立前はCTC（現在の伊藤忠テクノソリューションズ）がPro/ENGINEERの販売代理店として国内の販売を担っていた。日本法人設立後は直接販売体制に切り替え、PTCの営業マンやセールス・エンジニアが直接販売、サポートを行う販売戦略へ切り替えた。当時は大企業の製造業であっても、設計の主流は2次元図面であり、現在のように3次元CADは普及していなかった。そのような状況の中でヒストリーベースで設計変更に強いとされるPro/ENGINEERは急速に日本国内でもシェアを伸ばしていった。当時のPTCの販売スタイルは、大企業のトップへPro/ENGINEERの高速な設計変更の様子をデモで見せ、3次元CAD導入を柱としたプロセス改革の必要性と効果を訴えていた。現場サイドではヒストリーを持たない別の3次元CADを推進する勢力もあり、PTCのトップセールス・スタイルを好まない現場からは顰蹙（）を買うケースもあった。2002年11月にPTCジャパン株式会社へ社名変更した。
1992年3月設立。国内5事業拠点。
- 歴代の日本法人/アジア太平洋地域のトップ
  - 宮下繚、SVP（1992年 - 1997年11月）
  - ブライアン・ハリガン（Brian Halligan）
  - ジム・ベッダ（Jim Vedda）、SVP（1998年）
    - グラント・ウィルソン（Grant Wilson）、VP（1998年）

  - クリス・ライシック（Chris Reisig）、SVP（1998年10月 - 1999年9月）
    - トレント・ブラウン、SVP（1999年 - 2000年）

  - ロブ・チャップデレイン（Rob Chapdelaine）、Sr、DVP、Asia Pacific:（1999年10月 - 2001年10月）
  - ダグラス T. 新里、SVP（2001年 - 2002年）
  - ウェイン・バーコヴィッツ（Wayne Berkowitz）、DVP、Asia Pacific:（2003年 - 2005年9月）
    - ブルーノ・デラエ（Bruno Delahay）、SVP:（2004年6月 - 2006年6月）

  - マイク・ブラウン（Mike Brown）、DVP、Asia Pacific、（2005年10月 - 2009年9月）
    - 井上公夫:（2006年9月 - 2009年5月）

  - 桑原宏昭:（2009年11月 - ）